# Harri Leupold
Harri Leupold (* 16. Februar 1913 in Rostock; † 1997) war ein deutscher Politiker der DDR-Blockpartei LDPD. Er war Abgeordneter der Volkskammer, Vorsitzender des Bezirksverbandes Berlin der LDPD, Vizepräsident der Liga für Völkerfreundschaft und Stellvertreter des Präsidenten bzw. Direktors der Industrie- und Handelskammer (IHK) Berlin.

## Leben
Leupold, Sohn eines Angestellten, besuchte die Volksschule und das Gymnasium in Ratibor. Nach dem Abitur absolvierte er von 1931 bis 1934 ein Praktikum als Tischler und Zimmerer in Ratibor und studierte Hochbau und Architektur in Breslau. Von 1936 bis 1944 arbeitete er als technischer Angestellter im Bauwesen und bei Baudienststellen der Luftwaffe. Er leistete Kriegsdienst und geriet in sowjetische Kriegsgefangenschaft. 
Nach seiner Entlassung 1946 ging er nach Cottbus, wo seine Familie Unterkunft gefunden hatte. Als technischer Angestellter bei der Reichsbahndirektion Cottbus im Rang eines Reichsbahnoberinspektors half er den Zugverkehr in Gang zu setzen. 1946 trat er dem FDGB bei. Von 1946 bis 1949 war er Architekt und Hochbaukontrolleur bei der Reichsbahndirektion Cottbus und dann von 1949 bis 1954 Architekt im Ministerium für Verkehrswesen. Von 1954 bis 1980 war er stellvertretender Präsident bzw. Direktor der IHK Groß-Berlin bzw. Berlin.
1947 trat Leupold der LDPD bei. Von 1951 bis 1952 war er Vorsitzender der Stadtgruppe Berlin-Baumschulenweg, von 1952 bis 1953 Vorsitzender des Kreisverbandes Berlin-Treptow der LDPD. Von 1953 bis 1959 wirkte er als Vorsitzender, von 1959 bis 1967 als stellvertretender Vorsitzender des Bezirksverbandes Berlin, seit 1967 war er Mitglied des Bezirksvorstandes. Von 1953 bis 1971 gehörte er als Mitglied auch dem Zentralvorstand der LDPD an. Ab 1974 fungierte er als Vorsitzender der Bezirksrevisionskommission des Bezirksverbandes Berlin der LDPD.
1953 sowie von 1958 bis 1976 war Leupold Stadtverordneter in Berlin. Von 1953 bis 1981 war er zugleich Abgeordneter der Volkskammer. Er war dort von 1958 bis 1960 Mitglied des Ständigen Ausschusses für die örtlichen Volksvertretungen, ab 1967 Mitglied des Ausschusses für Auswärtige Angelegenheiten sowie Vorsitzender der Parlamentarischen Freundschaftsgruppe DDR-Schweden.
Leupold trat 1949 der Gesellschaft für Deutsch-Sowjetische Freundschaft bei. Ab 1961 wirkte er als Vizepräsident, von 1975 bis 1989 als Präsident der Gesellschaft DDR-Nordeuropa, ab 1982 bis 1989 zugleich auch als Präsident der Freundschaftsgesellschaft DDR-Schweden sowie von 1975 bis 1989 als Vizepräsident der Liga für Völkerfreundschaft. 
Von 1965 bis 1995 war er Vorsitzender der Gemeinschaft der Förderer des Tierparks Berlin, seit 1995 deren Ehrenmitglied.

## Auszeichnungen in der DDR
- Medaille für ausgezeichnete Leistungen (1955)
- Ehrennadel der Nationalen Front (1956)
- Ernst-Moritz-Arndt-Medaille (1957)
- Vaterländischer Verdienstorden in Bronze, in Silber (1973) und in Gold (1988)
- Verdienstmedaille der DDR
- Orden „Stern der Völkerfreundschaft“ in Silber (1978) und in Gold (1983)